# Проблема иерархии фермионных масс
Проблема иерархии фермионных масс является одной из нерешённых проблем физики элементарных частиц и заключается в том, что наблюдаемые массы трёх поколений фермионов (лептонов и кварков) отличаются в десятки раз, при том что остальные свойства этих частиц и их квантовые числа абсолютно одинаковы.

## Описание проблемы
В Стандартной модели все фермионы (как кварки, так и лептоны) образуют три поколения. Каждое поколение представляет собой набор частиц разных типов, а поколения отличаются между собой только сильно различающимися массами. Например, если электрон имеет массу 0,511 МэВ, то масса мюона равна 105,7 МэВ, а масса тау-лептона — уже 1777 МэВ. При этом все эти частицы имеют абсолютно одинаковый набор квантовых чисел, определяемых калибровочными взаимодействиями.
Для кварков при рассмотрении так называемой массовой матрицы, диагональные элементы которой равны массам трёх поколений кварков с одинаковым взаимодействием, а недиагональные отражают смешение кварков различных поколений, демонстрирует, что иерархия присутствует как в диагональных элементах (массы кварков разных поколений сильно отличаются), так и в недиагональных (смешивание сильно подавлено).
Заряженные лептоны смешиваться не могут, а нейтрино в Стандартной модели являются безмассовыми, однако эксперименты надёжно показали, что нейтрино имеют массу и так же, как и кварки, могут смешиваться, что проявляется, в частности, в виде нейтринных осцилляций. При этом массовая матрица для нейтрино также проявляет иерархическую структуру, которая, однако, резко отличается от структуры матрицы для кварков: смешивание для нейтрино, наоборот, практически максимально, а иерархия масс значительно слабее.
Успешная теория должна уметь описывать наблюдаемые иерархии, а также объяснять причины их различия между собой.

## Попытки решения
Следует отметить, что фактически объяснить требуется только само наличие иерархии. Её устойчивость выполняется автоматически за счёт того, что все радиационные поправки к юкавским константам фермион-хиггсовского взаимодействия, ответственного за появление массы у частиц, слабо зависят от энергии.
Одной из очевидных причин наличия наблюдаемой иерархии масс может быть существование некой дополнительной спонтанно нарушенной глобальной симметрии, связывающей поколения фермионов между собой. Однако построение теории такой симметрии приводит к предсказанию существования безмассового голдстоуновского бозона (так называемого фамилона) с жёстко ограниченными параметрами, не обнаруженного экспериментально.
Альтернативное объяснение наличия иерархии масс даётся в модели многомерного мира. В этой модели существует только одно поколение шестимерных частиц, которое и даёт сразу три поколения частиц с разными массами в четырёхмерном (трёхмерное пространство и время) мире. Эта же модель описывает структуру массовой матрицы нейтрино, и это (по состоянию на начало 2012 года) единственная модель, описывающая одновременно иерархию масс заряженных лептонов и нейтрино. Преимуществом этой модели является и то, что число свободных параметров в ней меньше числа подгоночных.